# Adolphus Warburton Moore

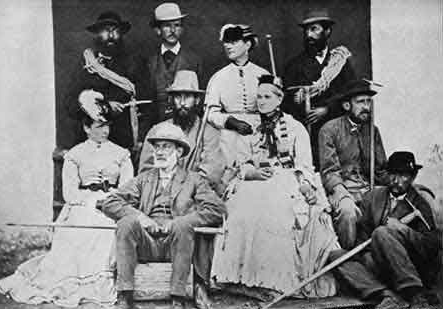
Adolphus Warburton Moore (mittlere Reihe rechts) mit der Familie Walker

Adolphus Warburton Moore (* 12. Juli 1841; † 2. Februar 1887) war ein britischer Beamter und Bergsteiger.
Adolphus Warburton Moore war der Sohn von Major John Arthur Moore und Sophia Stewart Yates. Er war von 1858 bis 1887 Beamter im India Office und Privatsekretär von Lord Randolph Churchill.
Moores Erstbesteigungen:
- 23. Juli 1862: Gross Fiescherhorn, Berner Alpen, mit HP George und den Führern Christian Almer und Ulrich Kaufmann.
- 25. Juni 1864: Barre des Écrins, Dauphiné-Alpen, mit Edward Whymper und Horace Walker, und den Führern Michel Croz, Christian Almer der Ältere und Christian Almer der Jüngere.
- 28. Juni 1865: Piz Roseg, Berninagruppe, mit Horace Walker und dem Führer Jakob Anderegg.
- 6. Juli 1865: Ober Gabelhorn, Walliser Alpen, mit Horace Walker und Jakob Anderegg.
- 9. Juli 1865: Pigne d’Arolla, Walliser Alpen, mit Horace Walker und Jakob Anderegg.
- 15. Juli 1865: Brenvasporn auf dem Mont Blanc mit George Spencer Mathews, Frank und Horace Walker und den Führern Jakob und Melchior Anderegg.